# Régie mixte des transports toulonnais
La Régie mixte des transports toulonnais ou RMTT était la société qui gérait le réseau de transports en commun Mistral, desservant le périmètre de la métropole Toulon Provence Méditerranée. Celle-ci en était l'unique actionnaire.
Le Réseau Mistral dessert douze communes de la métropole Toulon Provence Méditerranée.
La RMTT (Transdev) a été remplacé le 1er Mai 2023 par RD TPM (RATP Dev)

## Historique

### De la STVG au Réseau Mistral

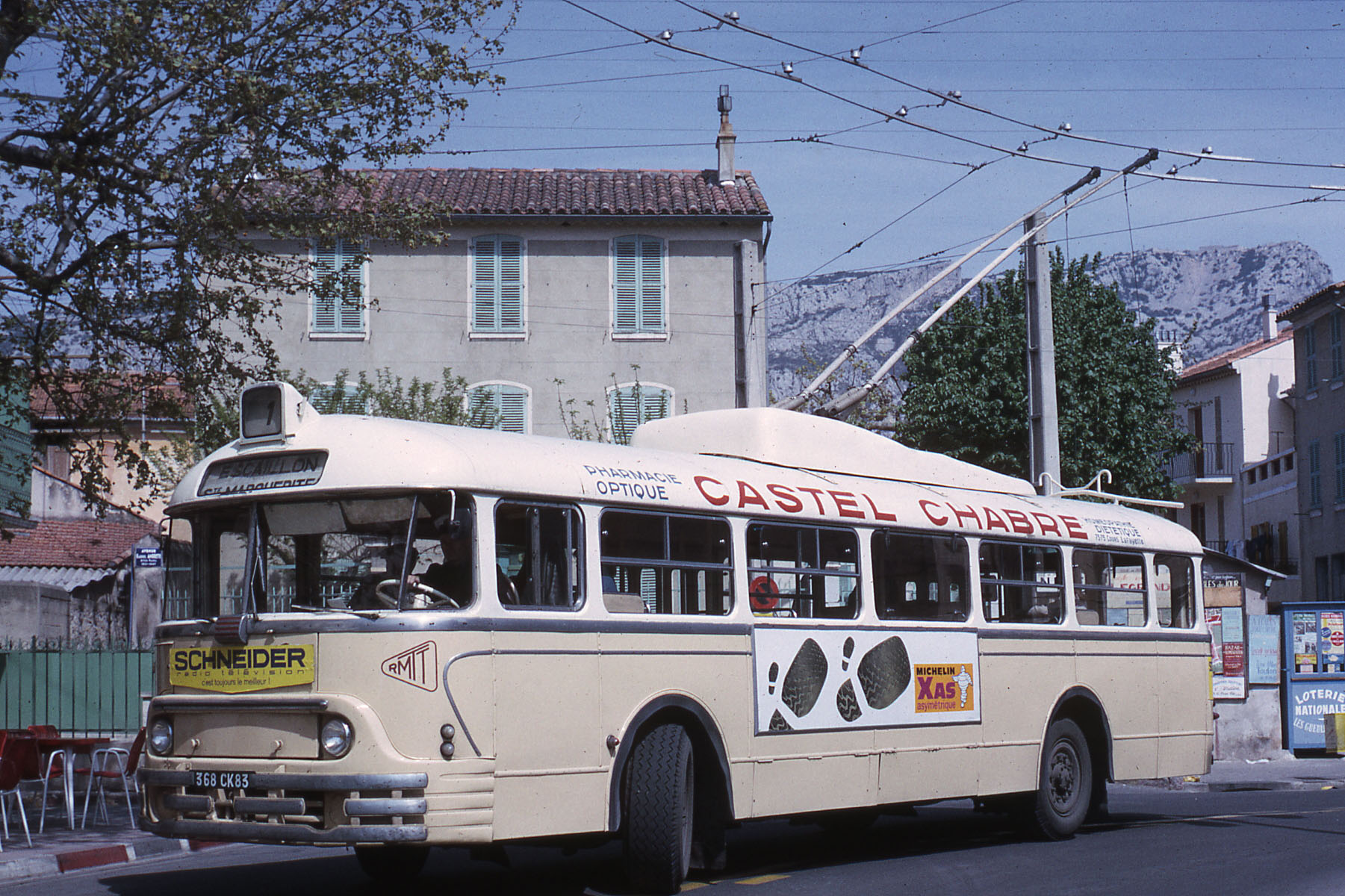
Un trolleybus Vetra VBC à Toulon en 1967.

À l'origine, la STVG (Société des tramways du Var et du Gard) était la première compagnie de transports en commun de l'aire toulonnaise.
Comme indiqué, elle gérait le réseau de tramways pour les communes de Toulon et la Valette, mais certaines lignes allaient jusqu'à Sanary, Le Beausset ou Hyères.
Plus récemment, la RMTT (Régie municipale des transports toulonnais, puis Régie mixte des transports toulonnais, créée le 6 avril 1951) est devenue dans la 1re moitié du XXe siècle, la compagnie de transports en commun de l'agglomération (ou du moins ce qu'il en existait à l'époque), reprenant à son compte les tramways, les trolleybus et mettant en place des lignes d'autocars sur Toulon et La Valette.
Ce schéma est resté en place jusqu'à l'après-guerre.
C'était l'époque du « tout-automobile » et du « tout-gazole », les tramways jugés désuets, inesthétiques et gênants pour la circulation automobile, ont disparu en avril 1955 et les trolleybus quant à eux cessèrent toute exploitation le 20 février 1973. Bien avant cette date, dès 1948, une ligne ferroviaire à voie métrique appelée le « Macaron » reliant Toulon à Saint-Raphaël par la côte fut fermée à tout trafic et déferrée (elle fut remplacée par une piste cyclable). 
À partir de 1978, le réseau de la RMTT s'est agrandi de manière conséquente, avec la création du Sitcat (Syndicat intercommunal de transports en commun de l'aire toulonnaise créé le 24 novembre 1978), qui étendit le réseau urbain de Toulon à six communes (Toulon, La Valette, La Garde, Le Pradet, La Seyne-sur-Mer, Saint-Mandrier), puis à huit (Ollioules et Le Revest en plus des six d'origine). 
C'est à cette époque également que les Cars Étoile, qui assuraient la liaison entre Toulon, La Seyne, Les Sablettes et Saint-Mandrier, disparurent au profit de la RMTT et du Sitcat. La Sodetrav (Société départementale des transports du Var), basée à Hyères, reçut la concession des lignes urbaines de La Garde et du Pradet.
C'est alors que se dessina au fur et à mesure, et jusqu'en 2002, date à laquelle la jeune communauté d'agglomération Toulon Provence Méditerranée, reprit l'exploitation du réseau via les compagnies RMTT, Sodetrav, Transvar, Orlandi et Littoral Cars.
Depuis le 6 juillet 2009, la ville de La Crau a rejoint le réseau ce qui porte à douze le nombre de villes ou de communes desservis par le Réseau Mistral. C'est également depuis cette date que les livrées des transporteurs Sodetrav et Littoral Cars disparaissent au profit de la livrée bus unique du Réseau Mistral sur les lignes 6, 17, 23, 29, 39, 63, 64, 66, 67, 68, 69, 102 et 103 pour la Sodetrav, et sur les lignes 70, 71, 72, 84,120 et 122 pour Littoral Cars.

## Réseau
Le Réseau Mistral se décompose en trois parties : bus, bateau-bus et téléphérique.

## Les projets

### L'abandon du tramway
Avant sa destruction complète en 1955, le réseau de tramway de Toulon était l'un des plus étendus de France, allant de Sanary-sur-Mer à Hyères. En 1972, à la suite d'un plan gouvernemental du redéploiement des tramways dans certaines villes pilotes, Toulon est choisie.
Le projet se poursuit lentement au fil des années, le matériel (AnsaldoBreda Sirio) finit par être commandé. Le premier coup de pioche est prévu en 2002 avec un tracé de 20,7 kilomètres entre La Seyne-sur-Mer et La Garde, 31 stations et un budget prévisionnel de 378,7 millions d'euros. Toutefois, le projet se retrouve compromis par l'arrivée d'une nouvelle municipalité issue des élections municipales de 2001. Mais en 2005, le projet revient sur le devant de la scène, il est voté à l'unanimité et quelque temps plus tard l'enquête d'utilité publique aboutit positivement.
Le projet comporte alors deux tranches, la construction d'une ligne La Garde-Toulon et ensuite d'une ligne Toulon-La Seyne-sur-Mer, le tout inauguré à l'horizon 2013. Mais il est à nouveau suspendu en 2007 par le président de TPM Hubert Falco. Celui-ci confirme son choix en 2008 en qualifiant la technologie du tramway de « dépassée ».

### Le projet de transport en site propre

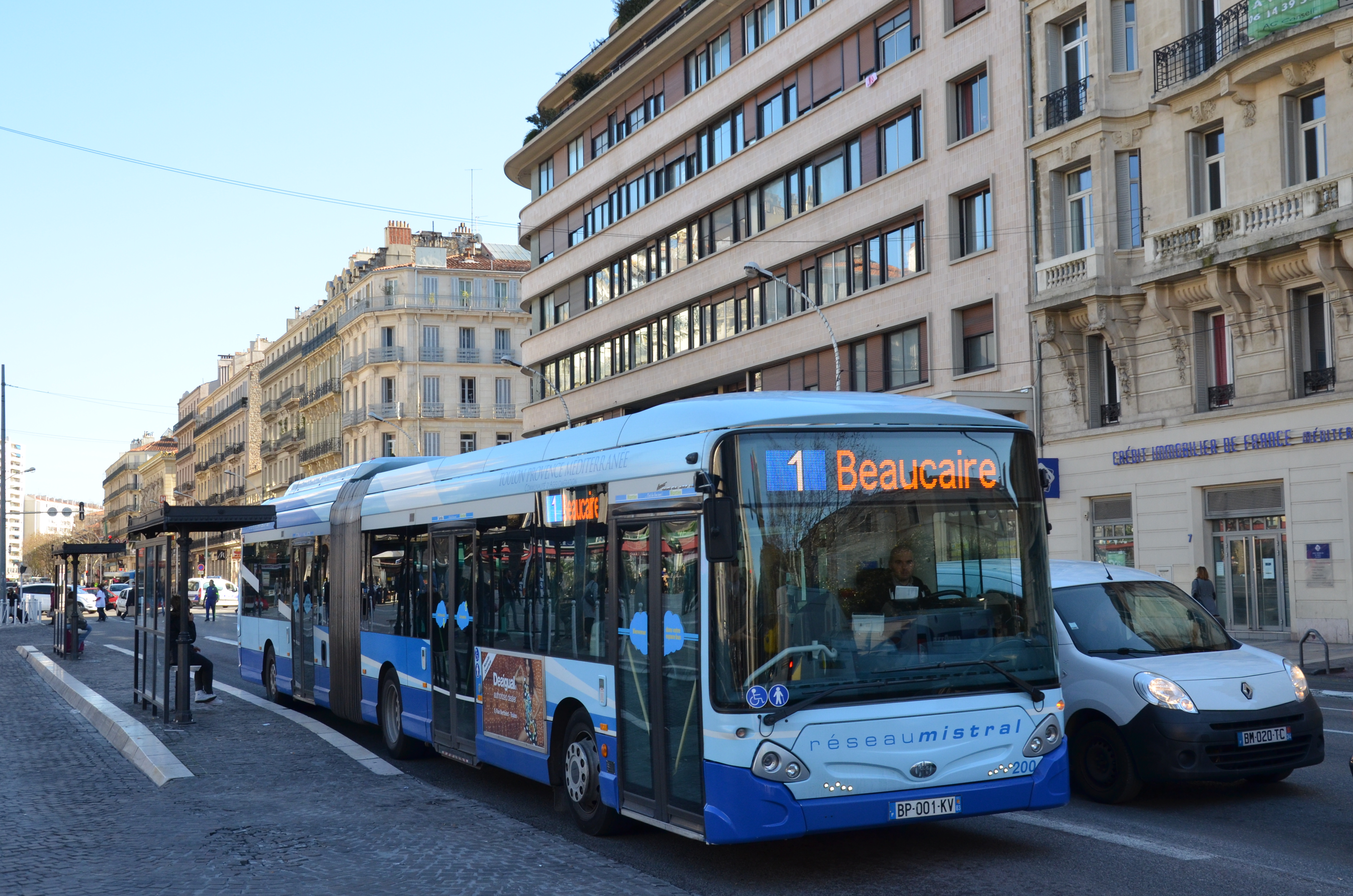
L'arrêt Liberté, où les bus sont en site propre.

Après l'annulation du projet de tramway, Hubert Falco propose la réalisation d'un bus à haut niveau de service avec un début des travaux à l'horizon 2012, c'est-à-dire après l'inauguration du second tunnel routier. La première phase du projet de bus articulé en site propre devrait être opérationnel en 2014 et relier La Valette-du-Var à La Garde par le pôle universitaire de Toulon, 9 kilomètres pour 15 stations.
À terme, le premier tronçon du TCSP devrait se rendre à La Seyne-sur-Mer en partant de La Garde, soit un tracé de 18,3 kilomètres avec 37 stations. Deux prolongements devraient suivre : à l'est jusqu'au Pradet et à l'ouest jusqu'à Saint-Mandrier, ce qui ajoute 12,1 kilomètres et 20 stations. La ligne fonctionnera de 5 heures à 1 heure du matin et sera vraisemblablement opérée par des bus de 24 mètres de longueur mais la décision sur le matériel sera prise courant 2011.
La RMTT (Transdev) affirmait que le Réseau Mistral est un des réseaux les plus propres et des plus denses de France.

### L'agrandissement du réseau maritime

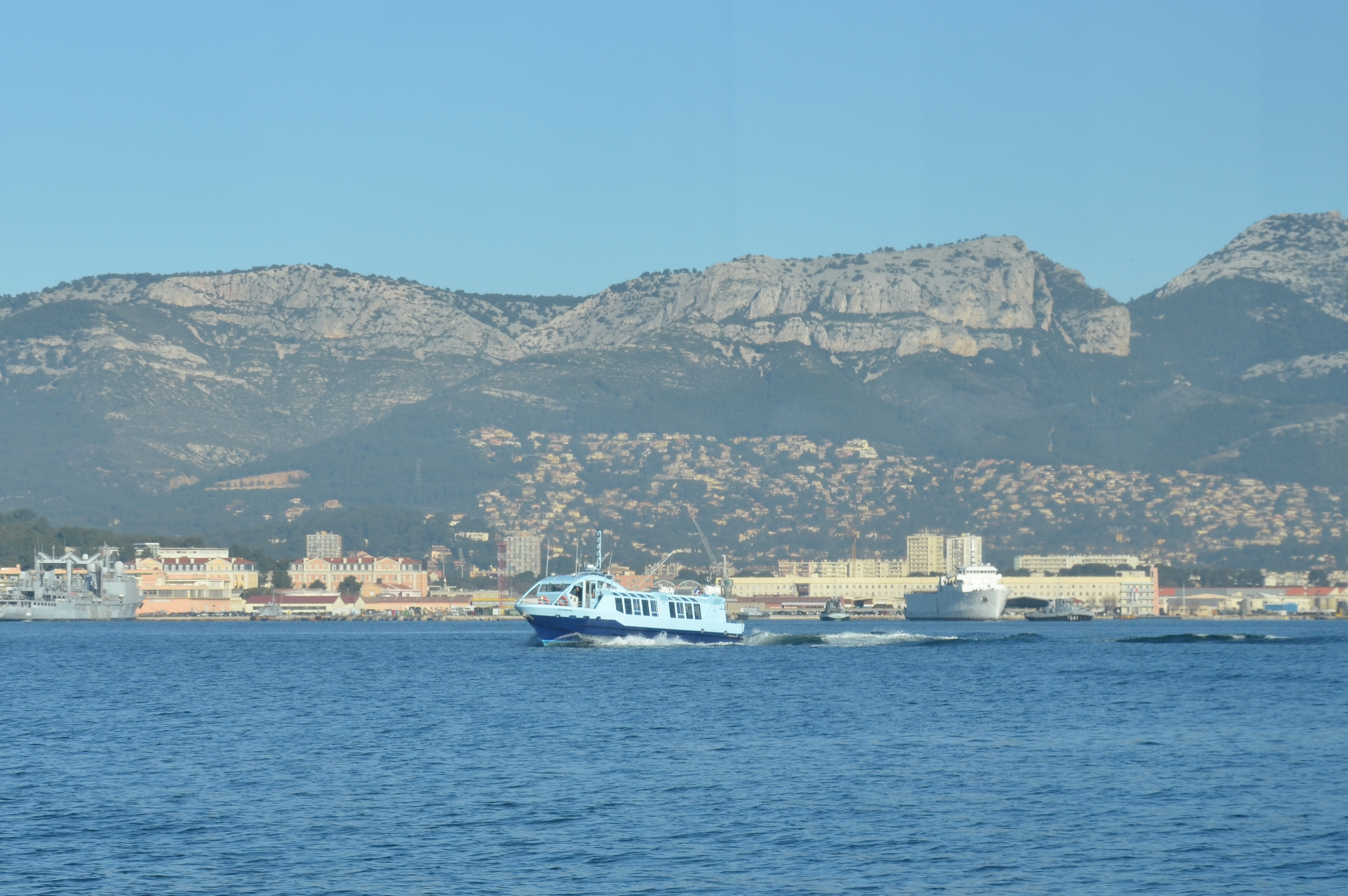
Bateau-Bus « Lou Roucaou » du Réseau Mistral dans la Rade de Toulon.

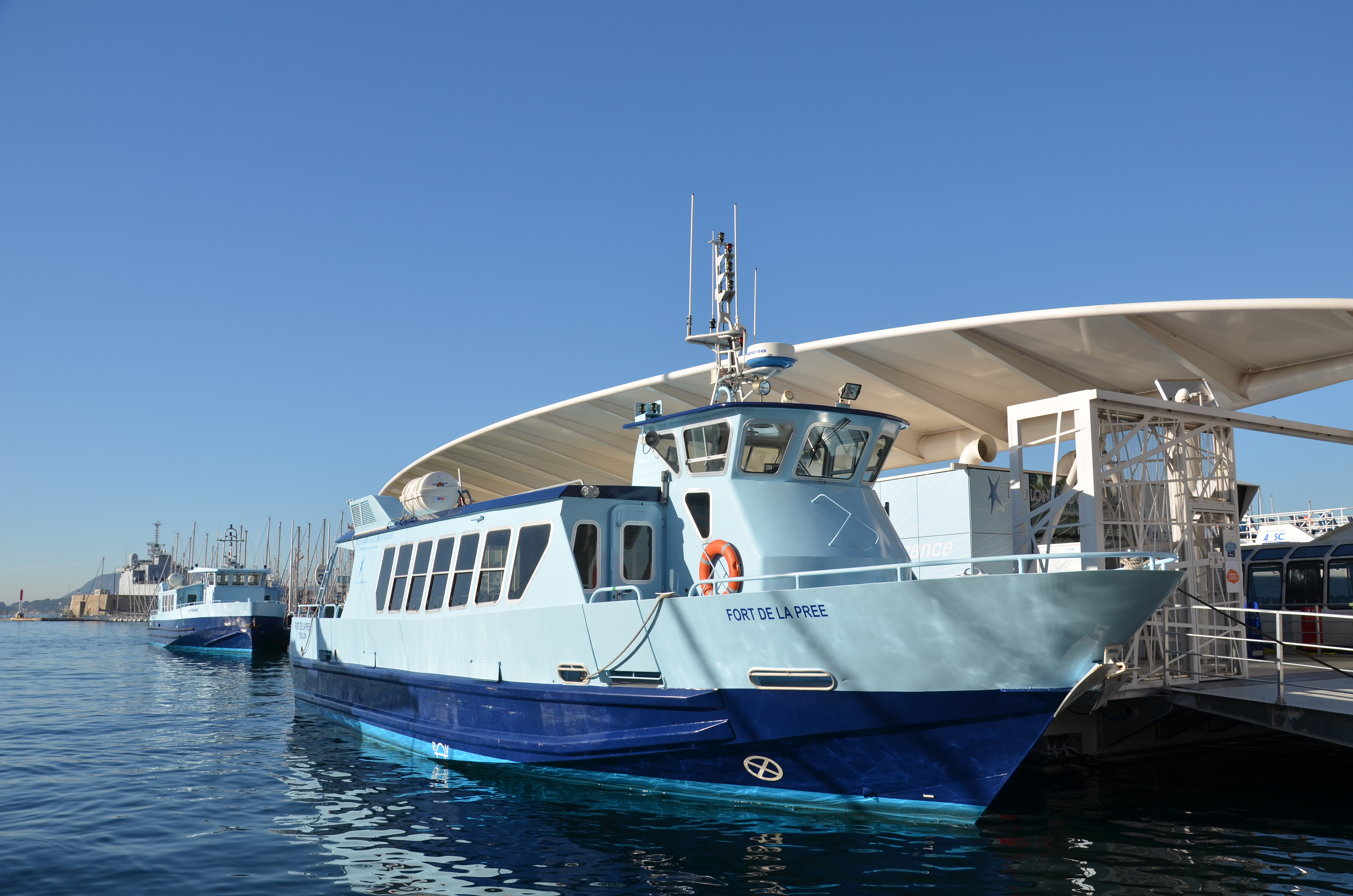
Un bateau-bus à la station maritime de Toulon.

Dans le programme des municipales toulonnaises de 2008, il est inscrit qu'une nouvelle liaison maritime serait ouverte entre la petite rade et la ville du Pradet. 
À la suite d'une réunion qui s'est tenue mi-octobre 2010 dans les locaux du siège de la communauté d'agglomération, Yannick Chevenard, responsable de l'urbanisme et des transports au sein de la Communauté, a annoncé que le réseau maritime serait agrandi de plusieurs lignes en 2017.
La ligne du Pradet à Toulon est donc bel et bien lancée, d'autres lignes comme Le Mourillon ↔ Saint-Mandrier-sur-Mer ou bien une ligne de cabotage faisant le tour de la petite rade feront leur apparition.

### Élargissement de la communauté d'agglomération en communauté urbaine
Les compagnies exploitées par Transdev devraient vraisemblablement se regrouper pour exploiter un réseau commun dans le Grand Toulon. Il s'agit des sociétés suivantes :
- la Régie mixte des transports toulonnais (RMTT), desservant Toulon, La Seyne-sur-Mer, Saint-Mandrier-sur-Mer, La Valette-du-Var, Le Revest-les-Eaux ;
- Transvar, desservant Toulon, La Valette-du-Var, La Garde, La Farlède, Solliès, Belgentier, Cuers, Pierrefeu, Collobrières ;
- Littoral Cars, desservant Toulon, La Seyne-sur-Mer, Six-Fours-les-Plages, Sanary-sur-Mer, Ollioules, Bandol ;
- la Société varoise de transports (SVT), desservant Évenos, Le Beausset, Le Castellet, La Cadière-d'Azur, Saint-Cyr-sur-Mer, Bandol.

D'un autre côté, le groupe Keolis possède deux compagnies exploitant des lignes dans le Grand Toulon : 
- La Sodetrav, qui dessert Toulon, La Garde, Le Pradet, Carqueiranne, La Crau, Hyères ;
- Cariane Provence, qui dessert Le Beausset, Le Castellet, La Cadière-d'Azur, Saint-Cyr-sur-Mer, Bandol.

De plus, TPM envisage un système dit « multimodal », c'est-à-dire qu'avec un seul ticket, on pourrait prendre le bus, le bateau, le train, et par la suite le TCSP (transport en commun en site propre).

## Critiques

### Les points noirs du réseau
Si Transdev affirme que le réseau est un des plus denses de France, les associations d'usagers relèvent que seules dix lignes (1, 3, 5, 7, 8, 9, 15, 18, 36A/B, 191) ont une fréquence satisfaisante (au moins 4 passages par heure), que l'intermodalité avec la Gare SNCF et routière est très mal assurée (notamment en venant de l'ouest) et que la vitesse commerciale est l'une des plus basses de France (à cause de l'absence de couloirs sur certaines avenues très encombrées telle l'avenue de la République sens ouest-est[réf. nécessaire].

### La fréquentation des lignes
Sur le Réseau Mistral, les lignes les plus fréquentées sont les : U, 1, 3, 6, 8, 9, 11, 12, 15, 18, 19, 20, 36, 40 et 81. Si les lignes U, 1, 3, 9 et 191 sont équipées de bus articulés (Agora L, GX 427 ou 437), les autres sont équipées de bus standard (GX 317, GX 327, GX 337) ce qui n'est pas toujours sans poser des problèmes aux heures de pointe. 

## La fin
Le 1er Mai 2023, RMTT fut fermé définitivement, et RD TPM fut créé ce même jour, Transdev et Keolis-Sodetrav laissent la place à RATP Dev et la SNT Suma ![réf. nécessaire]